# Simon Carr
Simon Francis Carr (født 29. august 1998 i Hereford) er en cykelrytter fra Storbritannien, der er på kontrakt hos Cofidis.